# 23. српска дивизија НОВЈ
Двадесет трећа српска дивизија НОВЈ формирана је 6. јуна 1944. године у Топлици. При оснивању у њен састав су ушле Седма и Девета српска бригада НОВЈ. Првобитно је носила назив Трећа српска дивизија. После неколико дана, добила је назив ударна.
У њен састав ушла је 17. јуна Четрнаеста српска бригада НОВЈ, од 9. октобра до 10. новембра 1944. Прва југословенска бригада, а јануара 1945. и Артиљеријска бригада.
Јуна 1944, дивизија је имала око 2000, у октобру 5929, 15. марта 1945. имала је 8854, а почетком априла око 14000 бораца.
До 6. септембра 1944, дивизија је била под командом Главног штаба НОВ и ПО Србије, потом до 6. децембра у саставу Четрнаестог српског корпуса, па под командом Штаба Јужне оперативне групе дивизија и од јануара 1945. у саставу Друге југословенске армије.

## Борбени пут дивизије
У селима Мозгову, Црном Калу и у Рујишту разбила је ноћу 21./22. јуна Крајински корпус ЈВуО, 22. јуна на Буковику напала Крајински, Тимочки и Делиградски корпус ЈВуО (око 3000 четника), 28. јуна напала и заузела рудник Добра срећа, а 30. јуна потпуно разбила Трећи батаљон бугарског 63. пука на Варничком врху код Књажевца.
Затим је 12. августа ослободила Бољевац, 4. септембра Књажевац, а 6. септембра ушла у састав Четрнаестог корпуса НОВЈ и учествовала у борбама за ослобођење источне Србије. У продору ка Дунаву ослободила је 7. септембра Зајечар у борбама против јаке групације немачких снага, недићеваца и четника (око 5000 њих), запленила 20 митраљеза, 20 пушкомитраљеза, 500 пушака и остало.
До 22. септембра водила је борбе углавном против немачке Прве брдске дивизије у простору Зајечара, Неготина и Прахова, а од 22. септембра и у садејству са 113. стрељачком дивизијом Црвене армије у простору Кладова, Брзе Паланке, Бора и осталих места. Дана 3. октобра ослободила је Бор и Брестовачку Бању. По наређењу Врховног штаба НОВ и ПОЈ упућена је 13. октобра у простор села Врчина и Рипња где је обезбеђивала десни бок Прве армијске групе и Четвртог механизованог корпуса Црвене армије за време Београдске операције.
Учествовала је од 17. до 20. октобра у разбијању и уништењу немачке корпусне групе „Штетнер“ у рејону Авала, Болеч, Врчин. У новембру је учествовала у борбама на левој обали Западне Мораве против немачке 104. и 7. СС дивизије „Принц Еуген“ и осталих јединица групе армија Е, у саставу Четрнаестог корпуса код Чачка, Пожеге, затим у децембру у саставу Јужне оперативне групе дивизија код Љубовије, код Тузле, а од 1. јануара 1945. усаставу Друге армије ЈА у борбама на Озрену, за ослобођење Грачанице 24. фебруара, Дервенте 19. априла, у саставу Унске оперативне групе дивизија за борбе према Карловцу 24. априла, према Самобору 7. маја, све до краја завршних операција.